# Francisco San José
Francisco San José y González, né le 25 avril 1919 à Madrid et mort le 10 septembre 1981 dans la même ville, est un peintre espagnol. Il joue un rôle actif dans la deuxième école de Vallecas et produit une partie de son œuvre au Venezuela. Il est le neveu de l'écrivain Diego San José et il épouse la peintre Pilar Aranda Nicolás.

## Biographie
Né dans une famille aisée de Madrid, il est initié à l'art classique par son oncle, l'écrivain Diego San José.
En 1931 il entre dans l'École Supérieure de Commerce (où il rencontre un autre futur peintre, Enrique Núñez Castelo), et un an plus tard à l'Escuela Superior de Artes y Oficios. En 1937, en pleine Guerre civile espagnole, il termine ses études de commerce et, encouragé par Luis García-Ochoa, il entre à l'École des beaux-arts de Madrid comme élève de Daniel Vázquez Díaz, qui l'initie à la peinture d'avant-gardes. Là, il se lie d'amitié aussi avec  Álvaro Delgado, Cirilo Martínez Novillo, Gregorio de l'Olmo, Carlos Pascual de Lara... Au début de 1939 est mobilisé par l'armée républicaine.
Après la guerre civile espagnole et la confusion initiale, il retrouve sa relation avec le groupe d'élèves de Vázquez Díaz, qui trouve temporairement un guide en Benjamín Palencia. Avec lui, ils fondent la deuxième école de Vallecas.
En 1950, il tombe malade de la tuberculose; pendant sa convalescence à Peguerinos - dans la maison d'une famille qui l'admire - il est aidé par Juan Antonio Morales, Juliana Macarrón, Menchu Gal, sa sœur Maruja et d'autres amis. Pilar Aranda Nicolás et Francisco San José se marient en mai 1956. En août de la même année, ils décident de se rendre au Venezuela.
À Caracas, après quelques difficultés et de nombreux emplois circonstanciels, ils fondent l' "escuela del Bosque" (carrière des jeunes générations de peintres vénézuéliens). En 1972, ils décident de retourner en Espagne, s'installant à Madrid et passant de longues périodes à Olmeda de las Fuentes, où il retrouve sa passion pour le paysage castillan. Il meurt d'un cancer à Madrid à la fin de l'été 1981.

## Œuvre
Expositions individuelles : 1943, Sala Clan, Madrid (1943), Asociación de Artistas Vizcaínos, Bilbao (1954), Galería Biosca, Madrid (1975), Galería Sur, Santander (1982); et une exposition anthologique au Centro Cultural Conde Duque de Madrid en 1995.
Son œuvre est représentée dans des institutions telles que le Museo de Arte Contemporáneo (Madrid), le Musée National d'Art de Catalogne, le Museo del Alto-Aragón de Huesca, le Museo Camón Aznar de Saragosse, le Palacio de las Cadenas de Tolède, la collection du Congreso de los Diputados de Madrid et la collection de l'Asamblea de la Comunidad Autónoma de Madrid.